# Schoenocaulon officinale
Schoenocaulon officinale (sinònim: Asagraea officinalis) o cebadilla és una espècie de planta que creix al Mèxic, Guatemala i Veneçuela.
A Espanya figura en la llista de plantes de venda regulada. El seu fruit sembla el de l'ordi (cebada), per això rep el nom comú de cevadilla o pronunciat com sabadilla.
Conté un alcaloide anomenat veratrina per Pelletier i Caventou. Meissner hi va descobrir l'alcaloide sabadillina. Merck, el 1891, n'aïllà dos nous alcaloides: sabadina i sabadinina.
La cevadilla és un vomitiu catàrtic dràstic i en sobredosi pot ocasionar la mort. A Europa es coneix d'ençà de l'any 1752 i s'havia usat contra la tènia.